# Sebastian Bachmann
Sebastian Bachmann (Bad Mergentheim, 24 de noviembre de 1986) es un deportista alemán que compitió en esgrima, especialista en la modalidad de florete.
Participó en los Juegos Olímpicos de Londres 2012, obteniendo una medalla de bronce en la prueba por equipos (junto con Peter Joppich, Benjamin Kleibrink y André Weßels).
Ganó dos medallas en el Campeonato Mundial de Esgrima, plata en 2009 y bronce en 2011, y cuatro medallas en el Campeonato Europeo de Esgrima entre los años 2009 y 2015.

## Palmarés internacional
| Juegos Olímpicos   | Juegos Olímpicos      | Juegos Olímpicos  | Juegos Olímpicos    |
| Año                | Lugar                 | Medalla           | Prueba              |
| ------------------ | --------------------- | ----------------- | ------------------- |
| 2012               | Londres (Reino Unido) | Medalla de bronce | Florete por equipos |
| Campeonato Mundial |                       |                   |                     |
| Año                | Lugar                 | Medalla           | Prueba              |
| 2009               | Antalya (Turquía)     | Medalla de plata  | Florete por equipos |
| 2011               | Catania (Italia)      | Medalla de bronce | Florete por equipos |
| Campeonato Europeo |                       |                   |                     |
| Año                | Lugar                 | Medalla           | Prueba              |
| 2009               | Plovdiv (Bulgaria)    | Medalla de bronce | Florete por equipos |
| 2012               | Legnano (Italia)      | Medalla de bronce | Florete por equipos |
| 2013               | Zagreb (Croacia)      | Medalla de oro    | Florete por equipos |
| 2015               | Montreux (Suiza)      | Medalla de bronce | Florete por equipos |